# Guerau Garcia i Obiols
Guerau Garcia i Obiols (Barcelona, 10 de maig de 1905 – Barcelona, 2 de juliol de 1990) fou un atleta especialitzat en marxa, directiu i periodista esportiu català.

## Trajectòria
Fou especialista en marxa atlètica. El seu mentor fou Lluís Meléndez, antic marxador. S'inicià al Centre Autonomista de Dependents del Comerç i de la Indústria (CADCI), passant més tard a la secció d'atletisme del Futbol Club Barcelona i del Barcelona Universitari Club.
Fou el gran dominador de la marxa atlètica a Catalunya durant els anys 1930, aconseguint nou títols en pista i set en ruta, en 30 km. També guanyà onze campionats d'Espanya. Establí tots els rècords catalans i estatals possibles des dels 3 km fins als 50 km. També guanyà diversos encontres internacionals com a Itàlia el 1930.
Fou secretari de la Federació Espanyola d'Atletisme (1929-33) i formà part de les juntes de la Federació Catalana (1940-60).
Com a periodista treballà a Los Deportes (1929), La Nau (1930), El Matí. Edità la revista Catalunya Atlètica (1931-33). El 1942 ingressà a Mundo Deportivo, on hi treballà prop de quaranta anys. També publicà al Diari Avui i al Marca.
En record seu es disputà el Memorial Guerau Garcia de marxa atlètica entre 1992 i 2001, i una última edició commemorativa amb motiu del centenari del seu naixement l'any 2005.

## Palmarès
Campió de Catalunya
- Marxa en pista: 1927, 1928, 1929, 1930, 1932, 1935, 1936, 1941, 1942
- Marxa en ruta: 1928, 1931, 1932, 1933, 1936, 1940, 1941

Campió Espanya
- 5.000 m marxa (pista): 1929
- 10.000 m marxa (pista): 1930, 1931, 1932, 1942
- 30 km marxa (ruta): 1929, 1930
- 50 km marxa (ruta): 1929, 1930, 1932, 1935